# Jens-Peter Herold
Pour les articles homonymes, voir Herold.
Jens-Peter Herold, né le 2 juin 1965 à Neuruppin, est un athlète est-allemand qui a été médaillé olympique. 
En 1988 aux Jeux olympiques de Séoul, il a remporté le bronze sur 1 500 m. Il a également été champion d'Europe en salle et en plein air en 1990. Il a participé à quatre championnats du monde.
Doté d'une grande pointe de vitesse, c'était un redoutable finisseur notamment lors de course tactique. 

## Palmarès

### Jeux olympiques d'été
- 1988 à Séoul ( Corée du Sud)
  -  Médaille de bronze sur 1 500 m
- 1992 à Barcelone ( Espagne)
  - 6e sur 1 500 m

### Championnats du monde d'athlétisme
- 1987 à Rome ( Italie)
  - 6e sur 1 500 m
- 1991 à Tokyo ( Japon)
  - 4e sur 1 500 m
- 1993 à Stuttgart ( Allemagne)
  - éliminé en série sur 1 500 m
- 1995 à Goteborg ( Suède)
  - éliminé en série sur 1 500 m

### Championnats d'Europe d'athlétisme
- 1990 à Split ( Yougoslavie)
  -  Médaille d'or sur 1 500 m

### Championnats d'Europe d'athlétisme en salle
- 1987 à Liévin ( France)
  -  Médaille d'argent sur 1 500 m
- 1990 à Glasgow ( Royaume-Uni)
  -  Médaille d'or sur 1 500 m

### Coupe du monde des nations d'athlétisme
- Coupe du monde des nations d'athlétisme de 1989 à Barcelone ( Espagne)
  - 4e au classement général avec la République démocratique allemande
  - 2e sur 800 m

## Records
| Épreuve      | Performance   | Lieu  | Date             |
| ------------ | ------------- | ----- | ---------------- |
| 1 500 mètres | 3 min 32 s 77 | Rieti | 6 septembre 1992 |